# Giulio Cesare Montagna
Giulio Cesare Montagna (Roma, 4 agosto 1874 – Napoli, 19 dicembre 1953) è stato un diplomatico e politico italiano.
Nel 1939 fu nominato senatore del regno d'Italia.